# Saatchi Art
Saatchi Art — художественная онлайн-галерея и социальная сеть художников. Офис находится в Лос-Анджелесе, штат Калифорния . Имеет более 94 тысячи аккаунтов  художников из 110 стран мира. После прохождения продавцом регистрации и проверки персональных данных, что иногда занимало от нескольких дней до нескольких недель, никаких строгих требований к художникам по качеству самих произведений искусства галерея не предъявляла. Кураторы обращали внимание на то, что сам автор должен устанавливать критерии оценки своего творческого пути и кредо самостоятельно, а также к художественному качеству произведений. На качественные материалы и сохранность самих произведений кураторы просили обращать пристальное внимание. Предпочтение в сотрудничестве отдавалось художникам, реже наследникам, галереям и дилерам. Так как это тесно связано с авторским правом. Основной принцип работы галереи — это высокие требования к загружаемым фотографиям произведений искусства. Так же высокие требования предъявлялись к упаковке произведений искусства. Что можно найти в описании технических требований для транспортировки. При загрузке фотографий на сайт галереи можно выбрать как будет отправляться и упаковываться продаваемый предмет в рулоне и тубусе, картонной коробке или ящике. Так же происходило страхование отправления. За доставку платил покупатель. В редких случаях предусмотрена возможность возврата покупателем произведения продавцу. Компания сотрудничала на территории РФ с DHL для доставки произведений искусства. Для вывоза произведений обязательно требовались документы от Министерства Культуры. Которые указывали является ли вывозимый предмет культурной ценностью или не является. Продавали как оригиналы произведений искусства, так принты с ограниченным тиражом, так и принты с не ограниченным тиражом. Выплаты роялти художникам происходили исходя их политики возврата товара покупателю чуть более чем через месяц. Для увеличения продаж кураторы рекомендовали постоянно подтверждать учётную запись и загружать новые произведения. Ограничений по материалам и технике не было. Кураторы собирали тематические коллекции для продвижения среди дизайнеров и коллекционеров. Ценовая политика галереи была довольно свободной, но кураторы настоятельно рекомендовали продавцам быть последовательными в установлении цен. Сравнивать их с другими продавцами с похожим опытом, а также выдерживать единую ценовую политику на предметы на других сайтах. Компания до февраля 2022 работала также и с художниками из России. Но после приостановила сотрудничество прекратив выплаты роялти заблокировав ID пользователей из России используя платежную систему Hyberwallet от продажи принтов, и отправив на каникулы художников без возможности восстановления статуса доступен для приобретения ссылаясь на политическую обстановку.

## История
Первоначально компания называлась Saatchi Online . На торговой площадке Saatchi Art представлены оригинальные картины, фотографии, рисунки и скульптуры художников из более чем 100 стран мира.
В августе 2014 года Saatchi Art была приобретена Demand Media, Inc. (ныне Leaf Group).

## Споры

### Иск Чарльза Саатчи
В ноябре 2014 года Чарльз Саатчи, владелец галереи Саатчи, подал судебный иск в Канцелярию Высокого суда Соединенного Королевства против нынешних владельцев онлайн галереи Saatchi art. Он требовал прекратить использование имени бренда Saatchi Art из-за нарушения авторских прав от 18 февраля 2010 года. Он также пытался через суд требовать выплаты ему доли прибыли, полученной от использования имени Saatchi Art с момента предполагаемого нарушения.